# يوشيتشي واتانابي
يوشيتشي واتانابي (باليابانية: 渡辺 由一) (مواليد 5 أبريل 1954)، هو لاعب كرة قدم ياباني سابق كان يلعب كلاعب وسط. سبق له أن لعب مع منتخب اليابان.

## وصلات خارجية
- يوشيتشي واتانابي على موقع ناشيونال فوتبول تيمز (الإنجليزية)

- National Football Teams
- Japan National Football Team Database